# Cintano
Cintano és un comune (municipi) de la ciutat metropolitana de Torí, a la regió italiana del Piemont, situat a uns 40 quilòmetres al nord de Torí. A 1 de gener de 2019 la seva població era de 252 habitants.
Cintano limita amb els següents municipis: Castellamonte, Colleretto Castelnuovo i Castelnuovo Nigra.